# Юденау-Баумгартен
Юденау-Баумгартен (нем. Judenau-Baumgarten) — ярмарочная коммуна (нем. Marktgemeinde) в Австрии, в федеральной земле Нижняя Австрия. 
Входит в состав округа Тульн.  Население составляет 2089 человек (на 31 декабря 2005 года). Занимает площадь 14,35 км². Официальный код  —  32112.

## Политическая ситуация
Бургомистр коммуны — Фридрих Шаффлер (АНП) по результатам выборов 2005 года.
Совет представителей коммуны (нем. Gemeinderat) состоит из 21 места.
- АНП занимает 16 мест.
- СДПА занимает 5 мест.